# Oska Piła
Oska Piła – wieś w Polsce położona w województwie dolnośląskim, w powiecie oleśnickim, w gminie Międzybórz.

## Dawna nazwa
Do czasu włączenia tego obszaru do Polski w 1945 r. nosiła nazwę Charlotten Feld.

## Podział administracyjny
W latach 1975–1998 miejscowość administracyjnie należała do województwa kaliskiego.

## Położenie
Geograficznie obszar wsi należy do Wzgórz Twardogóskich. Przy drodze z Międzyborza do Wrocławia znajduje się punkt widokowy.